# Л-20
Л-20 — советский дизель-электрический подводный минный заградитель типа «Ленинец» серии XIII-1938. Подводная лодка совершила 15 боевых походов. Уничтожила торпедным оружием 2 немецких транспорта общим тоннажем 12 549 брт. С 9 июня 1949 года переименована в Б-20.

## Строительство
- 25 июля 1938 года — лодка заложена на заводе № 189 в Ленинграде[2].
- 14 апреля 1940 года — спущена на воду[2].
- Осенью 1941 года (23 августа — 15 сентября)[1] — отбуксирована по Беломорско-Балтийскому каналу в Молотовск на судостроительный завод № 402[2].
- Весной 1942 года возоблена достройка[1].
- С 14 июля по 9 августа проходила заводские испытания[1].
- 28 августа столкнулась с тральщиком ТЩ № 72; повреждена обшивка цистерн главного балласта № 7 и № 8 по левому борту[1].
- 4 сентября 1942 года — подписан приёмный акт[2]:
ответственный сдатчик — Г. М. Трусов,
сдаточный механик — А. Я. Пащенко,
председатель приёмной комиссии — капитан 1 ранга Булавинец.
- С 9 по 11 октября — переход из Молотовска в Полярный[1].

## Служба
Вошла в строй брПЛ Северного флота 28 августа 1942 года под командованием капитана 3 ранга В. Ф. Таммана. Совершила 14 боевых походов; произвела четыре торпедных атаки, выпустив 21 торпеду; 11 минных постановок, выставив 216 мин.
- Ночью 1 января 1943 года в Конгсфьорде торпедным залпом потопила транспорт Muansa (5472 брт)[2][3].
- 1 февраля 1943 года отправила на дно транспорт Othmarschen (7077 брт)[2], заняв первое место по уничтоженному торпедами тоннажу среди всех лодок Северного флота.
- В декабре 1943 года выставила минное заграждение в Порсангер-фьорде (севернее Странбукты).

ПЛ с 9 июня 1949 года переименована в Б-20.
- 17 февраля 1956 года выведена из боевого состава и передана для обеспечения испытаний ядерного оружия у островов Новая Земля[2], вошла в состав 241-й бригады опытовых кораблей.
- 7 сентября 1957 года сильно повреждена при наземном ядерном взрыве в губе Чёрная[2]. Оставлена на грунте.
- 28 января 1958 года исключена из состава ВМФ[2].